# Desmiphora santossilvai
Desmiphora santossilvai là một loài bọ cánh cứng trong họ Cerambycidae.